# Babygirl
Babygirl (bra/prt: Babygirl) é um filme de suspense erótico americano de 2024 escrito, dirigido e co-produzido por Halina Reijn. É estrelado por Nicole Kidman, Harris Dickinson, Sophie Wilde e Antonio Banderas.
O filme estreou em 30 de agosto de 2024, no 81º Festival Internacional de Cinema de Veneza, onde Kidman ganhou o Coppa Volpi de Melhor Atriz. Sua estreia na América do Norte ocorreu no 49º Festival Internacional de Cinema de Toronto em 10 de setembro de 2024, com um lançamento nos cinemas dos Estados Unidos pela A24 agendado para 25 de dezembro de 2024.

## Premissa
Esta obra cinematográfica explora as complexidades da dinâmica de poder e da sexualidade em um ambiente profissional, quando uma CEO de alto escalão (Nicole Kidman) embarca em um romance proibido com um estagiário cativante (Harris Dickinson), que é significativamente mais jovem.

## Elenco
- Nicole Kidman como Romy[11]
- Harris Dickinson como Samuel
- Antonio Banderas como Jacob
- Sophie Wilde como Esme
- Gaite Jansen como Hedda, Scarlett
- Izabel Mar como Anna
- Esther McGregor como Isabel
- Vaughan Reilly como Nora[12]
- Victor Slezak como Sr. Missel[12]
- Anoop Desai como Robert[12]
- Bartley Booz como Tom
- Maxwell Whittington-Cooper como Josh[12]
- Leslie Silva como Hazel
- Dolly Wells como Terapeuta

## Produção

### Desenvolvimento
Foi anunciado em novembro de 2023 que David Hinojosa da 2AM iria produzir o projeto ao lado de Halina Reijn da Man Up Films, com a A24 financiando o projeto. Julia Oh, Zach Nutman e Christine D'Souza Gelb da 2AM serviram como produtores executivos. Mais tarde, foi revelado que Julia Oh assumiria o papel de produtora, ao contrário de relatos anteriores de que ela atuaria como produtora executiva. Além de seu papel como produtora, Halina Reijn dirigiu o filme a partir de um roteiro que ela escreveu. O projeto marcou o segundo longa-metragem em inglês de Reijn, ambos produzidos pela A24.
A dinâmica do local de trabalho do filme foi influenciada por elementos cinematográficos de Indecent Proposal e Basic Instinct. O caso no filme foi ambientado em um local de trabalho americano porque a hierarquia e as regras mais rígidas nos Estados Unidos em comparação com a Europa foram sentidas pela cineasta como fazendo com que tal relacionamento parecesse ainda mais proibido e tabu.
Reijn acrescentou que seu interesse em explorar as relações das mulheres com seus corpos foi um dos principais motivadores para fazer este filme. Ela também creditou sua paixão pelos thrillers eróticos das décadas de 1980 e 1990, particularmente aqueles dos diretores Paul Verhoeven e Adrian Lyne, como a força motriz inspiradora por trás de sua decisão de fazer este filme.

### Seleção de Elenco
Em novembro de 2023, Nicole Kidman, Harris Dickinson, Antonio Banderas, Sophie Wilde e Jean Reno foram anunciados como parte do elenco. Outros membros do elenco incluíam John Cenatiempo, Vaughan Reilly, Victor Slezak, Anoop Desai e Maxwell Whittington-Cooper. Esther McGregor foi relatada para estrelar.

### Filmagem
As filmagens principais começaram em dezembro de 2023 na Cidade de Nova Iorque, e terminaram em fevereiro de 2024.

## Lançamento

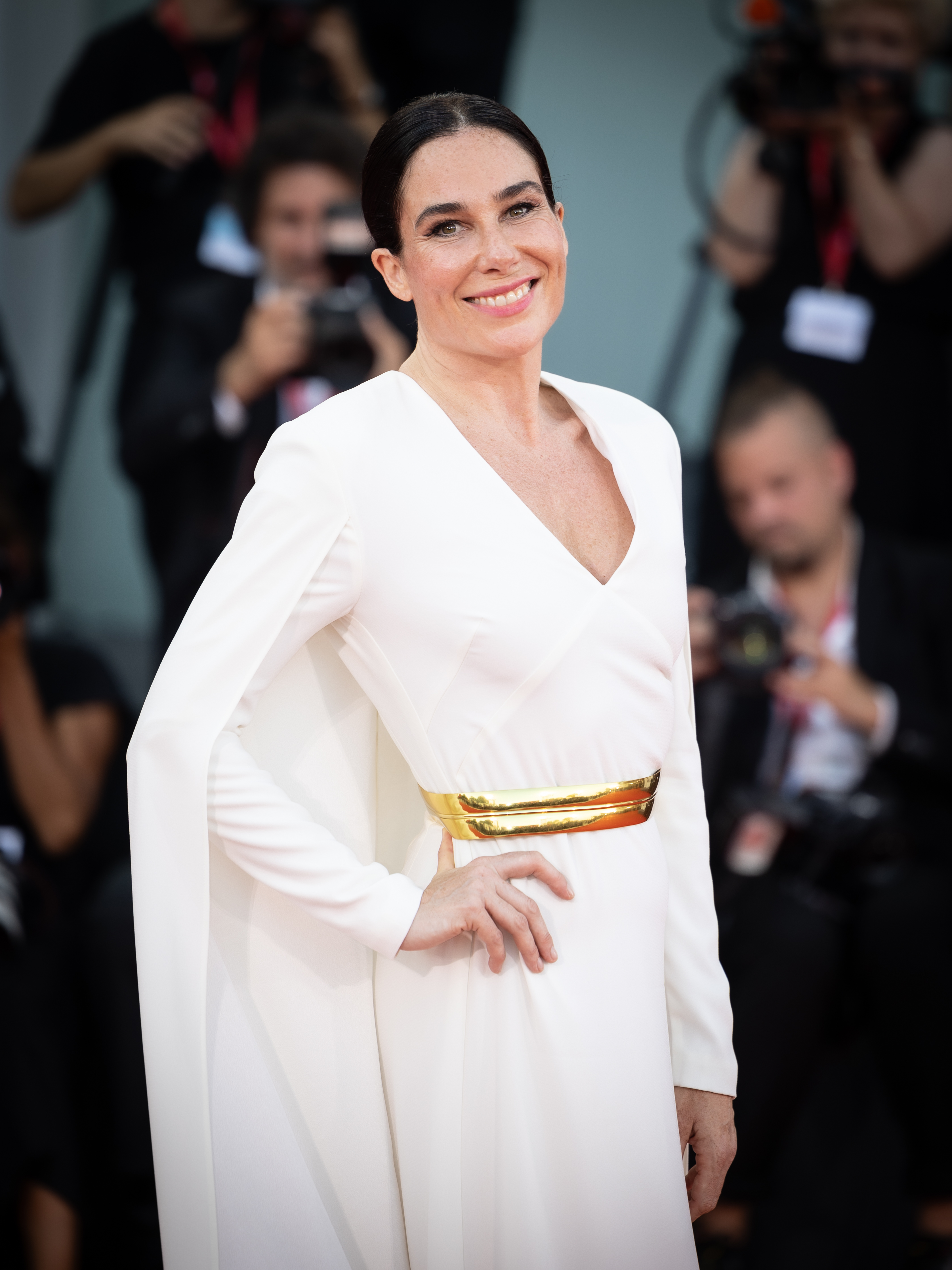
Halina Reijn durante a apresentação do filme no Festival Internacional de Cinema de Veneza.

Babygirl estreou no 81º Festival Internacional de Cinema de Veneza em 30 de agosto de 2024. Depois disso, também estreou no 49º Festival Internacional de Cinema de Toronto em 10 de setembro de 2024. O filme foi inicialmente definido para um lançamento nos Estados Unidos e Canadá em 20 de dezembro de 2024, mas a data foi posteriormente alterada para 25 de dezembro de 2024, para sua estreia nos cinemas.

## Recepção

### Resposta crítica
No site agregador de críticas Rotten Tomatoes, 95% das 43 avaliações dos críticos são positivas, com uma classificação média de 7,7/10. O consenso do site diz: "Nicole Kidman e Harris Dickinson ardem juntos de forma memorável em Babygirl, com o olhar clínico da escritora e diretora Halina Reijn mantendo este thriller sexualmente franco mais provocativo do que obsceno." O Metacritic, que usa uma média ponderada, atribuiu ao filme uma pontuação de 82 em 100, com base em 22 críticos, indicando "aclamação universal".
Damon Wise, do Deadline elogiou a atuação de Kidman, dizendo que "[ela] realmente vai longe, imbuindo Romy com uma vulnerabilidade psicológica que está faltando no filme que mais obviamente soa (Fifty Shades of Grey) e apresentando uma reversão única do filme que mais obviamente parece (Secretary)." Ele também mencionou a atuação de Dickinson como "uma peça inspirada de elenco, manifestando-se como um monstro do id com seu corte de cabelo idiota, de faca e garfo, e roupas que ele parece ter vestido com uma pá". Nicholas Barber, da BBC, elogiou a direção corajosa e indie de Reijn em Babygirl, destacando como ela evita o brilho neo-noir usual de Hollywood, escolhendo, em vez disso, expor a verdade crua e sem polimento por trás de momentos como a chegada do estagiário ao retiro da família ou a descoberta do caso pelo colega de trabalho. Barber também elogiou Kidman por entregar uma performance ousada e cativante, descrevendo-a como uma das mais ousadas e impactantes dos últimos anos.
David Rooney, do The Hollywood Reporter chamou o filme de "sexy, sombrio e imprevisível" e elogiou a performance do elenco. Ele mencionou que Dickinson era "uma presença magnética na tela", Kidman estava "em forma espetacular, oscilando entre a indignação e o medo e o consentimento vorazmente lascivo", Wilde trouxe "notas astutas de humor". Richard Lawson, da Vanity Fair elogiou o filme como um todo, pois "Reijn cria a sensação de que estamos observando os sujeitos de teste através de um espelho bidirecional. Isso não torna necessariamente os procedimentos menos interessantes. Mas talvez se deseje um pouco mais de calor de um filme que está tão disposto a abordar questões íntimas."
Em uma análise mais crítica, Xan Brooks do The Guardian declarou: "apesar de toda a sua carnalidade excitada e lutas de poder oscilantes, as emoções do filme parecem feitas à máquina e embaladas a vácuo. Babygirl sai da pista parecendo quase tão organizada e anônima quanto uma caixa do depósito de entregas da Tensile no interior do estado". No entanto, ele elogiou a "atuação brilhante e ousada" de Kidman, pois "carrega uma nota alta de angústia, como se ela não estivesse totalmente convencida por tudo o que assinou". Pelo contrário, Owen Gleiberman da Variety elogiou o filme em geral como "um filme astutamente honesto e divertido sobre um caso sadomasoquista flagrantemente "errado"" e chamou a atuação de Kidman de "destemida".
Robbie Collin do The Telegraph elogiou o filme, observando que ele "é afiado o suficiente - e quente o suficiente". Ele destacou a performance de Nicole Kidman como "ferozmente boa, convincente completamente como esta carreirista anteriormente equilibrada cujos apetites profundamente enterrados e há muito negados estão simultaneamente provando sua criação e queda". Alison Willmore do Vulture descreveu o filme como "uma história de amor-próprio", enfatizando que parte de sua mensagem é sobre a importância de se permitir ser vulnerável e "deixar-se ser pequeno por um tempo". Glenn Kenny do RogerEbert.com elogiou a performance de Kidman, mas o filme em si não o convenceu "Kidman recebeu elogios por uma performance desinibida e ousada, mas quando ela já se esquivou de performances desinibidas e ousadas? Eu adoro vê-las sempre, mas adoro vê-las ainda mais em bons filmes". Kevin Maher do The Times mencionou que "...como as melhores experiências BDSM (dizem eles), é um pouco artificial, mas muito satisfatório."
Radhika Seth, da Vogue reconheceu que o filme não é para todos, dividindo os críticos e até mesmo os participantes da estreia. No entanto, ela elogiou Antonio Banderas, Nicole Kidman, Halina Reijn e Cristobal Tapia de Veer por suas contribuições de destaque para o filme. Ben Croll, do TheWrap disse que, apesar das dicas de temas e narrativas mais profundos, o filme se destaca por sua surpreendente ausência de cinismo. Martin Tsai, do IndieWire observou que, embora o filme provoque algumas risadas, intencionais ou não, ele acaba parecendo mais humilhante para Nicole Kidman do que Dogville. Ele ressaltou que Catherine Breillat já havia abordado temas semelhantes com mais habilidade em L'Été dernier e criticou Reijn por não ter a nuance necessária para elevar o filme a algo mais significativo.

## Prêmios e indicações
| Associações                                | Data da cerimônia     | Categoria                   | Nomeações     | Resultado |
| ------------------------------------------ | --------------------- | --------------------------- | ------------- | --------- |
| Festival Internacional de Cinema de Veneza | 7 de setembro de 2024 | Leão de Ouro                | Halina Reijn  | Indicada  |
| Festival Internacional de Cinema de Veneza | 7 de setembro de 2024 | Coppa Volpi de Melhor Atriz | Nicole Kidman | Venceu    |